# Mark Mitchell (Eisschnellläufer)
Mark Allen Mitchell (* 6. April 1961 in Minneapolis, Minnesota) ist ein ehemaliger US-amerikanischer Eisschnellläufer.
Mitchell bestritt zwischen 1980 und 1987 internationale Wettkämpfe im Eisschnelllauf. 1980 trat er bei den Juniorenweltmeisterschaften im niederländischen Assen an und erreichte im Kleinen Vierkampf den 20. Platz. Zwischen 1983 und 1987 nahm Mitchell an fünf Mehrkampfweltmeisterschaften teil. Sein bestes Resultat war der 14. Platz 1984 in Göteborg. Im gleichen Jahr qualifizierte er sich für die Olympischen Winterspiele in Sarajevo. Im Wettbewerb über 1500 Meter belegte er den 33. Platz, über 5000 und 10.000 Meter wurde Mitchell jeweils 21. Während seiner sportlichen Karriere erreichte er einmal ein Ergebnis unter den Top Ten bei einem Weltcup über 1500 Meter im Februar 1986 in Innsbruck.
Mitchell schloss die St. John’s University 1997 ab und besuchte anschließend die Hamline University, wo er 2000 sein Jurastudium abschloss. Er arbeitete als Anwalt und Pflichtverteidiger in Minneapolis.

## Persönliche Bestzeiten
| Strecke  | Zeit         | Datum           | Ort                  |
| -------- | ------------ | --------------- | -------------------- |
| 500 m    | 39,90 s      | 7. Januar 1972  | Davos                |
| 1000 m   | 1:19,10 min  | 30. Januar 1976 | Davos                |
| 1500 m   | 1:59,77 min  | 31. Januar 1976 | Davos                |
| 3000 m   | 4:17,35 min  | 24. Januar 1976 | Madonna di Campiglio |
| 5000 m   | 7:18,51 min  | 1. Februar 1976 | Davos                |
| 10.000 m | 15:19,29 min | 4. Februar 1976 | Innsbruck            |